# لويس غاليغوس
لويس غاليغوس هو دبلوماسي إكوادوري، ولد في 13 ديسمبر 1946 في كيتو في الإكوادور.